# Дана Думитриу
Дана Думитриу (на румънски: Dana Dumitriu) е румънска журналистка, литературен критик и писателка на произведения в жанра драма и исторически роман.

## Биография и творчество
Дана Думитриу е родена на 9 септември 1943 г. в Букурещ, Кралство Румъния, в семейството на сладкаря Илие Думитриу и Елена Йонеску. През 1961 г. завършва гимназия „Петру Гроза“ в Букурещ. През 1966 г. завършва румънска филология във Факултета по румънски език и литература на Букурещкия университет.
След дипломирането си работи работи като редактор в радиото, във вестник „Munca“ и от 1968 г. в „Romania literară“. Освен това като журналист пише литературна критика в списанията „Luceafărul“, „Argeş“ и „România literară“.
Първата ѝ книга, сборникът с разкази „Migraţii“ (Миграция), е издадена през 1971 г.
През 1972 г. е издаден първият ѝ роман „Масата на сарафа“. Той е роман-притча, съставен от пет признания, които представят моралната и психологическа криза в отношенията: криза на обителта, на самозатварянето, драма на отчуждението, пораждаща остро чувство на негативизъм, на екзистенциален провал, на изоставяне на всякакви илюзии.
В периода 1982 – 1986 г. е издаден тритомния ѝ исторически роман „Prinţul Ghica“ (Принц Гика), който представя живота на видната историческа фигура от историята на Румъния – Йон Гика, борец за независимостта на страната, министър-председател и президент на Румънската академия.
Авторка е и на две книги с критични есета.
Дана Думитриу умира след тежко боледуване на 10 октомври 1987 г. в Букурещ, Румъния.

## Произведения

### Самостоятелни романи
- Masa zarafului (1972)
Масата на сарафа, изд.: „Народна култура“, София (1977), прев. Веселина Георгиева
- Duminica mironosiţelor (1977)
- Întoarcerea lui Pascal (1979)
- Prinţul Ghica – 3 тома (1982 – 1986)

### Сборници
- Migraţii (1971)

### Документалистика
- Ambasadorii sau despre realismul psihologic (1976) – критично есе за психологически реализъм в литературата
- Introducere în opera lui C.A. Rosetti (1984) – монография за румънския поет, патриот и политик Константин Александру Розети